# Ossancora fimbriata
Ossancora fimbriata es una especie de pez actinopeterigio de agua dulce, de la familia de los dorádidos.

## Morfología
Cuerpo de bagre, con una longitud máxima descrita de 9,1 cm.

## Distribución y hábitat
Se distribuye por ríos y lagos de América del Sur, en la cuenca del río Iténez, un afluente de las zonas bajas del río Amazonas, en Bolivia y Brasil. Son peces de agua dulce tropical, de hábitat de tipo demersal.